# Irideae
Irideae es una tribu de plantas de la subfamilia Iridoideae perteneciente a la familia de las iridáceas. 
Contiene muchas especies en cinco géneros que están distribuidas en el Viejo Mundo. Un miembro de la tribu es el más conocido género de la familia - Iris a partir de la cual toma su nombre. Iris es el género con mayor número de especies de la tribu.
Las flores que a menudo son con olor y recogidas en una inflorescencia, tiene seis pétalos.  Estos son idénticos sólo en el género Ferraria. Los miembros de esta especie tienen las hojas en forma de espada y suelen tener rizoma.
Muchas de las especies son populares plantas ornamentales, y también muchas de ellas están en peligro de extinción.
Tiene los siguientes géneros.

## Géneros
- Dietes  Salisb. ex Klatt
- Ferraria (L.) Burm. ex Mill.
- Hermodactylus Mill.
- Iris L.
- Moraea Mill. ex L.